# San Gabriel
San Gabriel je město v Los Angeles County ve státě Kalifornie ve Spojených státech amerických. Je pojmenováno po misii San Gabriel Arcángel. Město postupně rostlo okolo misie a je jedním z původních sídel existujících při vzniku okresu Los Angeles v roce 1852. V roce 1913 byl začleněn jako město.

## Demografie
Podle sčítání lidu z roku 2010 zde žilo 39 718 obyvatel. Město je mixem asijské (především čínské) a hispánské kultury, bělochů je zde pomálu.

### Rasové složení
- 25,4% Bílí Američané
- 1,0% Afroameričané
- 0,6% Američtí indiáni
- 60,7% Asijští Američané
- 0,1% Pacifičtí ostrované
- 9,5% Jiná rasa
- 2,9% Dvě nebo více ras

Obyvatelé hispánského nebo latinskoamerického původu, bez ohledu na rasu, tvořili 25,7% populace.